# Ressaix
Ressaix is een dorp in de Belgische provincie Henegouwen, en een deelgemeente van de Waalse stad Binche. Ressaix was een zelfstandige gemeente, tot die bij de gemeentelijke herindeling van 1977 toegevoegd werd aan de gemeente Binche.

## Bezienswaardigheden
- De Sint-Stefanuskerk (Église Saint-Étienne) is een classicistisch kerkgebouw van 1775 dat nog enkele fragmenten van een 12e-eeuws kerkgebouw bevat.
- Het Château de la Hutte dat voornamelijk 18e-eeuws is heeft twee torentjes van 1682. In 1920-1921 werd het gedeeltelijk herbouwd in neo-Lodewijk XIV-stijl.

## Natuur en landschap
Ten zuidoosten van de kom liggen enkele mijnterrils. De hoogte aan de kerk bedraagt 94 meter.

## Economie
In de 19e eeuw begon men steenkool te ontginnen en ontstond de Société des Charbonnages de Ressaix. Deze nam een aantal andere maatschappijen over. Na de Eerste Wereldoorlog werden al enkele mijnen gesloten en na de Tweede Wereldoorlog bleven nog twee mijnzetels over. In 1969 sloten deze.

## Demografische ontwikkeling
- Bronnen:NIS, Opm:1831 tot en met 1970=volkstellingen, 1976= inwoneraantal op 31 december

## Nabijgelegen kernen
Battignies, Binche, Épinois, Leval-Trahegnies

## Externe link

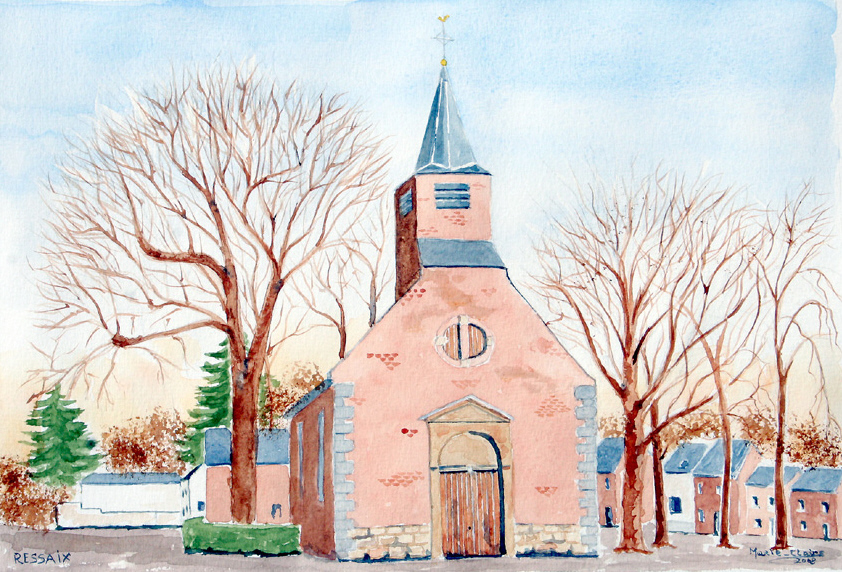
Aquarel van de kerk in Ressaix